# Vilém Mathesius
Vilém Mathesius (3. srpna 1882 Pardubice – 12. dubna 1945 Praha) byl český jazykovědec a literární historik, spoluzakladatel a jeden z nejvýznamnějších představitelů Pražského lingvistického kroužku (PLK) a zakladatel české anglistiky. Je považován za jednoho ze zakladatelů strukturálního funkcionalismu v lingvistice. Kromě samotné lingvistické práce založil v roce 1912 na Karlově univerzitě v Praze katedru anglické filologie, která byla první takovou katedrou v Československu. Vedoucím katedry zůstal až do roku 1939, kdy nacisté uzavřeli všechny české vysoké školy. Katedra nyní existuje jako pobočka Filozofické fakulty, ale jmenuje se „Katedra anglofonních literatur a kultur“.

## Život
Vilém se narodil jako nejmladší ze dvou synů Bedřicha a Eveliny Mathesiových v Pardubicích. Jeho otec byl bohatý koželuh. Když mu bylo 11 let, jeho rodina se přestěhovala na západ do Kolína, města nedaleko Prahy. Tam navštěvoval klasické gymnázium a zajímal se zejména o studium jazyka, kde kromě rodné češtiny chodil i do latiny, řečtiny, němčiny a francouzštiny. Sám se také naučil trochu italsky, rusky a anglicky.
V roce 1901 začal Mathesius studovat germánskou a románskou filologii u novogramatika Jana Gebauera na Karlově univerzitě v Praze, kde získal titul bakaláře. a jeho PhD tamtéž. Tématem jeho doktorské disertační práce, kterou předložil v roce 1907, byla kritika díla William Shakspeare od Hippolyta Taine. Během působení jako výpomocný učitel němčiny na střední škole v Plzni napsal habilitační práci a odevzdal ji v roce 1909. Další 3 roky působil na Karlově univerzitě jako privatdozent, poté byl v roce 1912 jmenován prvním profesorem anglistiky (anglická filologie), fakticky zakládající katedru. Vedoucím katedry zůstal až do 17. listopadu 1939, kdy byla Univerzita Karlova spolu se všemi ostatními českými univerzitami násilně uzavřena nacisty.
Mathesius během svého života trpěl řadou zdravotních problémů. V roce 1922 onemocněl oční chorobou, která ho nakonec zcela oslepila. To způsobilo, že se stále více spoléhal na své studenty, včetně Reného Wellka a Bohumila Trnky, kteří mu pomáhali při výuce, čtení a psaní. O deset let později, v roce 1932, mu byla diagnostikována tuberkulózou obratlů, která způsobila, že byl rok a půl upoután na lůžko (1932–1933). Přes tyto neduhy pokračoval ve studiu, vyučoval a spolupracoval s Pražským kroužkem až do své smrti v Praze 12. dubna 1945. Mathesius však i v této těžké životní situaci nerezignoval, ale soustavně pracoval dál, publikoval, přednášel (zpaměti a brilantně) na univerzitě a vychovával žáky, organizoval vědeckou práci na mezinárodní úrovni a přitom se ještě zajímal o český kulturní život a psal k němu nabádavé komentáře, redigoval časopisy a sborníky (naposledy, v době protektorátní, sborník Co daly naše země Evropě a lidstvu). Jan Mukařovský o něm řekl: „Neznal podléhání, znal jen přemáhání a činnost, odvahu vůči úkolům“. Potvrzují to i názvy dvou knížek úvah : Kulturní aktivismus a Možnosti, které čekají. Když už pro nemoc nemohl navštěvovat schůze PLK, zval si k sobě do bytu mladé lingvisty, s nimiž probíral jazykovědná témata. Toto setkávání označoval jako „Kroužeček“. Zemřel roku 1945 a byl pohřben na Olšanských hřbitovech.

## Vědecká kariéra
Vilém Mathesius se v roce 1912 stal prvním profesorem anglistiky na Karlo-Ferdinandově univerzitě v Praze. V roce 1926 se podílel na založení Pražského lingvistického kroužku. Byl představitelem české strukturální lingvistiky. Zabýval se především gramatikou, fonologií a stylistikou angličtiny a češtiny a obecnou lingvistikou.

## Odkaz
Mathesiovy myšlenky o lingvistickém funkcionalismu zůstaly ústředním bodem práce Pražského lingvistického kroužku a moderní lingvisté je rozšířili v mnoha směrech. Lingvistické přístupy ke struktuře informace, včetně funkční větné perspektivy a dichotomie téma-komentář, vyrostly z Mathesiových spisů prostřednictvím prací Jana Firbase, Františka Daneše, Petra Sgalla a Evy Hajičové. Mathesiovy myšlenky také ovlivnily vývoj systémové funkční gramatiky Michaela Hallidaye.
Mathesiův duchovní otec, Pražský kroužek, udělal mnoho pro to, aby pozdvihl a zlepšil reputaci Prahy v akademickém světě a dostal ji do mezinárodní pozornosti. V reflexi prvních deseti let Kruhu shrnul Mathesius jejich příspěvky: „V cizí lingvistice jsme bojovali a získali pro naši skupinu uctivý titul „pražská škola“, zatímco doma nám nikdo nemůže bez zlé vůle upřít nám zásluhou toho, že jsme novým stanoviskem a novými metodami práce dali českému lingvistickému a literárnímu bádání mnoho nových podnětů.“ Přestože se Kruh v roce 1949 kvůli vnitřnímu politickému napětí rozpustil, v roce 1989 byl obnoven a nyní funguje, vydávaje časopisy, pořádaje konference a podporuje akademickou práci v oblasti jazyka a lingvistiky .
Mathesius je na Karlově univerzitě připomínán Centrem pro výzkum a vzdělávání v sémiotice a lingvistice Viléma Mathesia a Nadací Viléma Mathesia na podporu anglistiky a amerikanistiky v Praze, která každoročně uděluje ceny za nejlepší magisterské a bakalářské práce na katedře anglistiky a amerikanistiky.

## Rodina
Bratrancem Viléma byl Bohumil Mathesius.

## Autor publikací
- Alžbětinské divadlo
- Čeština a obecný jazykozpyt
- Obsahový rozbor současné angličtiny
- O potenciálnosti jevů jazykových (On the potentiality of the language phenomenon), 1911
- Dějiny literatury anglické I–II (The History of English Literature I–II), 1910–1915
- Kulturní aktivismus, 1925
- Jazyk, kultura a slovesnost (Language, culture and poetic art), 1982 [6]
- Co daly naše země Evropě a lidstvu, 1940
- Možnosti, které čekají , 1944
- Obsahový rozbor současné angličtiny na základě obečně lingvistickém (A functional analysis of present-day English on a general linguistic basis), 1961 (vydáno posmrtně)

- Možnosti, které čekají: epištoly o tvořivém životě. 2. vyd. Praha: Jan Laichter, 1945. 259 s.